# La dama de hierro
The Iron Lady (en español: La dama de hierro) es una película dirigida por Phyllida Lloyd y protagonizada por Meryl Streep. Está basada en la historia de la política británica Margaret Thatcher.
La protagonista y actriz principal Meryl Streep se ha llevado el premio Globo de Oro 2012 por su interpretación de Margaret Thatcher en la categoría de  Mejor Actriz-Drama y el premio Óscar en la 84° ceremonia de los Óscar, en el año 2012, ganando por tercera vez este premio.

## Sinopsis
La película comienza alrededor del año 2008 (apertura en el contexto de la noticia del atentado contra el Hotel Marriott de Islamabad) con una anciana dama Thatcher (Meryl Streep), comprando leche sin ser reconocida por otros clientes, y caminando sola de regreso de la tienda. A lo largo de los tres días  vemos su lucha contra la demencia y  la falta de alimentación que acompaña a la vejez, mientras que mira hacia atrás los momentos decisivos de su vida personal y profesional, en el que ella recuerda a su marido, Denis Thatcher (Jim Broadbent). Ella se ve con dificultades para distinguir entre el pasado y el presente. Un tema a lo largo de la película es el precio personal que Thatcher ha pagado por el poder. Denis se presenta como algo ambivalente sobre el ascenso de su mujer al poder, su hijo Mark vive en Sudáfrica y  tiene poco contacto  con su madre, y se da a entender que la relación de Thatcher con su hija Carol (Olivia Colman) es a veces tensa.
En un flashback nos muestra la juventud de Thatcher, que trabaja en la tienda de comestibles de su familia en Grantham, escuchando los discursos políticos de su padre —a quien idolatraba— dándose a entender que tenía una mala relación con su madre — ama de casa— y anuncia que ha conseguido plaza en la Universidad de Oxford. Ella recuerda su lucha, como una mujer joven de clase media-baja, para entrar en un entorno dominado por los hombres en el partido conservador y encontrar un escaño en la Cámara de los Comunes, y además  la proposición de matrimonio por parte del empresario Denis Thatcher. Su lucha por encajar como un miembro de la Cámara, y como secretaria de Educación en el gabinete de Edward Heath (John Sessions). También se muestra su amistad con Airey Neave (más tarde asesinado por el Ejército Irlandés de Liberación Nacional), y su decisión de presentarse a liderar el Partido Conservador, y a entrenar su voz y su cambio de imagen.
Otras escenas retrospectivas examinan los acontecimientos históricos durante su mandato como primer ministro del Reino Unido, incluyendo el aumento de desempleo como consecuencia de sus políticas monetaristas y el apretado presupuesto de 1981 (además de los recelos de algunos miembros de su gabinete —Ian Gilmour, Francis Pym, Michael Heseltine y Jim Prior—), los Disturbios de Brixton de 1981, la huelga de los mineros de 1984-1985, y la el atentado del Grand Hotel durante la Conferencia del Partido Conservador en 1984.
Se muestra también su decisión de conquistar las islas Malvinas después de que la República Argentina la haya ocupado anteriormente. El hundimiento del ARA General Belgrano y la posterior victoria del Reino Unido en la Guerra de Malvinas; su amistad con Ronald Reagan y su consolidación como una figura mundial y de auge económico del país a finales de 1980.
En 1990, Thatcher se muestra como una figura arrogante y envejecida, despotricando agresivamente contra su gabinete y negándose a aceptar que el impuesto per cápita (el poll tax) sea considerado como injusta y opuesto a la Integración europea. El ministro Geoffrey Howe dimite tras ser humillado por ella en una reunión del gabinete y Michael Heseltine la desafía para controlar la dirección del partido. La pérdida de apoyo de sus colegas de gabinete no le dejará más remedio que dimitir como presidente del Gobierno, decisión sobre la cual se muestra todavía enojada y amargada veinte años después.
Finalmente,  a Thatcher se la ve empaquetando las pertenencias de su difunto marido, y diciéndole que es hora de que se marche. El fantasma de Denis abandonó su vestimenta,  sin zapatos —a pesar de sus gritos de que no está todavía listo para perderla— y ella se queda sola, lavando una taza de té.

## Reparto
- Meryl Streep como Margaret Thatcher.
- Alexandra Roach como Margaret Thatcher (en su juventud).[1]
- Jim Broadbent como Denis Thatcher.
- Harry Lloyd como Denis Thatcher (en su juventud).
- Olivia Colman como Carol Thatcher.
- Anthony Head como Geoffrey Howe.
- Richard E. Grant como Michael Heseltine.
- Roger Allam  Gordon Reece.
- Reginald Green como Ronald Reagan
- Michael Pennington como Michael Foot.
- Angus Wright como John Nott.
- Julian Wadham como Francis Pym.

## Producción
El rodaje comenzó en el Reino Unido el 31 de enero de 2011.
Para la preparación de su personaje, Streep asistió en enero a una sesión parlamentaria en la Casa de los Comunes, para poder observar a los parlamentarios británicos en acción.
La actriz intentó reunirse con la ex primera ministra, pero no pudo ante su negativa, ya que Margaret Thatcher sufría, en los últimos días de su vida, un tipo de demencia, según afirmó la hija de esta, Carol, en sus memorias.

## Recepción
Se han escuchado diversas voces críticas sobre la película. Los hijos de Thatcher afirmaron que se trataba de una «fantasía de izquierdas».[cita requerida] Por otra parte, el escritor Charles Moore, que se encuentra escribiendo la biografía autorizada de Thatcher, declaró que la interpretación de Streep es «asombrosamente brillante», porque captura la presencia de la ex primera ministra, su aislamiento en tanto que mujer en el poder, su ambición y también el precio que tuvo que pagar.

## Premios
| Premio                                | Ceremonia             | Categoría                     | Nominados                                 | Resultado | Ref.  |
| ------------------------------------- | --------------------- | ----------------------------- | ----------------------------------------- | --------- | ----- |
| Premios BAFTA                         | 12 de febrero de 2012 | Mejor actriz                  | Meryl Streep                              | Ganadora  | [ 2 ] |
| Premios BAFTA                         | 12 de febrero de 2012 | Mejor actor de reparto        | Jim Broadbent                             | Nominado  | [ 2 ] |
| Premios BAFTA                         | 12 de febrero de 2012 | Mejor guion original          | Abi Morgan                                | Nominado  | [ 2 ] |
| Premios BAFTA                         | 12 de febrero de 2012 | Mejor maquillaje y peluquería | Mark Coulier J. Roy Helland Marese Langan | Ganadores | [ 2 ] |
| Premios de la Crítica Cinematográfica | 12 de enero de 2012   | Mejor actriz                  | Meryl Streep                              | Nominada  | [ 3 ] |
| Premios de la Crítica Cinematográfica | 12 de enero de 2012   | Mejor maquillaje              | Marese Langan                             | Nominada  | [ 3 ] |
| Premios Globo de Oro                  | 15 de enero de 2012   | Mejor actriz - Drama          | Meryl Streep                              | Ganadora  | [ 4 ] |
| Premios Óscar                         | 26 de febrero de 2012 | Mejor actriz                  | Meryl Streep                              | Ganadora  | [ 5 ] |
| Premios Óscar                         | 26 de febrero de 2012 | Mejor maquillaje              | Mark Coulier J. Roy Helland               | Ganadores | [ 5 ] |
| Premios SAG                           | 29 de enero de 2012   | Mejor actriz                  | Meryl Streep                              | Nominada  | [ 6 ] |